# Club africain (water-polo)
Le Club africain est un club tunisien de water-polo basé à Tunis. Il est l'un des clubs les plus titrés du pays.

## Palmarès
- Championnat de Tunisie masculin (8) :
  - Vainqueur : 1994, 1995, 1996, 1997, 1998, 1999, 2013, 2014
- Coupe de Tunisie masculine (8) :
  - Vainqueur : 1994, 1995, 1996, 1997, 1998, 1999, 2007, 2014
  - Finaliste : 2011